# Voznice
Voznice (en allemand : Wosnitz) est une commune du district de Příbram, dans la région de Bohême-Centrale, en République tchèque. Sa population s'élevait à 671 habitants en 2020.

## Géographie
Voznice se trouve à 5,2 km au nord-est de Dobříš, à 15,4 km au nord-est de Příbram et à 38,5 km au sud-ouest de Prague.
La commune est limitée par Kytín au nord, par Mníšek pod Brdy au nord-est, par Nová Ves pod Pleší à l'est, par Mokrovraty au sud, et par Dobříš au sud-ouest, à l'ouest et au nord-ouest.

## Histoire
La première mention écrite de la localité date de 1788.

## Administration
La commune se compose de deux quartiers :
- Chouzavá
- Voznice

## Transports
Par la route, Voznice se trouve à 6,5 km de Dobříš, à 17,5 km de Příbram et à 43 km de Prague.